# ГЕС Дахекоу
ГЕС Дахекоу (大河口水电站) — гідроелектростанція у центральній частині Китаю в провінції Чунцін. Входить до складу каскаду на річці Апенг, правої притоки Уцзян, яка, своєю чергою, є правою притокою Янцзи.
У межах проєкту річку перекрили бетонною гравітаційною греблею висотою 85 метрів та довжиною 137 метрів, яка потребувала 352 тис. м3 матеріалу. Вона утримує водосховище з об'ємом 115 млн м3, у якому припустиме коливання рівня поверхні в операційному режимі між позначками 369 та 385 метрів НРМ.
Пригреблевий машинний зал обладнали трьома турбінами потужністю по 25 МВт, які використовують напір у 55 метрів та забезпечують виробництво 375 млн кВт·год електроенергії на рік.
Видача продукції відбувається по ЛЕП, розрахованій на роботу під напругою 110 кВ.